# Mont-Roc
Mont-Roc är en kommun i departementet Tarn i regionen Occitanien i södra Frankrike. Kommunen ligger i kantonen Montredon-Labessonnié som tillhör arrondissementet Castres. År 2022 hade Mont-Roc 192 invånare.

## Befolkningsutveckling
Antalet invånare i kommunen Mont-Roc
| Referens: INSEE |